# Weki Meki
Weki Meki (Hangul: 위키미키) là một nhóm nhạc nữ Hàn Quốc được thành lập và quản lý bởi công ty Fantagio Music vào năm 2017. Nhóm gồm 8 thành viên: Suyeon, Elly, Yoojung, Doyeon, Sei, Lua, Rina và Lucy. Nhóm chính thức ra mắt vào ngày 8 tháng 8 năm 2017 với mini album đầu tay WEME theo concept vô cùng mới lạ Teencrush.

## Các thông tin khác
Vào ngày 6 tháng 7 năm 2017, Fantagio Entertainment đã thông báo với người hâm mộ rằng tên gọi chính thức của nhóm nữ 8 thành viên i-Teen Girls sẽ là Weki Meki (đọc như "Wee-key-mee-key").
Fantagio cho hay trong cụm từ Weki Meki, "Meki" dùng để chỉ 8 cô gái tài năng, trong đó mỗi người đều nắm giữ những chiếc chìa khóa để khám phá lẫn nhau, còn "Weki" dùng để chỉ sự hợp nhất của các cô gái thành một nhóm khi họ gặp nhau và cùng tạo ra một chiếc chìa khóa để mở ra thế giới mới.
Chưa dừng lại ở đó, Weki Meki còn ẩn chứa một ý nghĩa nữa khi bao gồm hai yếu tố "We" (Chúng tôi) và "Me" (Tôi) trong tên gọi, 8 cô gái i-Teen Girls với những màu sắc cá nhân (Me) nay đã hòa chung thành một bản thể duy nhất (We). Ứng với chi tiết thú vị này, WEME được chọn làm tên viết tắt của Weki Meki.
Ngày 8 tháng 8 năm 2018, Fantagio công bố tên Fandom chính thức của nhóm là KI-LING. Cái tên là sự kết hợp giữa Weki Meki và Darling. Và màu sắc đại diện của nhóm là      cà chua bi (cherry tomato) pha      vàng rực (vibrant yellow).

## Lịch sử

### Trước khi ra mắt
- Năm 2015, Yoojung, Doyeon, Lua, Lucy, Elly và Yejin xuất hiện trong web drama "To be continued" của tiền bối cùng công ty Astro.
- Cuối năm 2015 và đầu năm 2016, các thành viên Elly, Yoojung, Doyeon, Sei và Yejin được biết đến thông qua chương trình Produce 101 mùa 1. Trong đó Yoojung và Doyeon nằm trong top 11 chung cuộc và được ra mắt với nhóm nhạc nữ dự án I.O.I.[2] Tháng 7 năm 2016, Yoojung xuất hiện trong MV "Breathless" của Astro và tháng 11 cùng năm, Sei góp mặt trong MV "Confession" của Astro.
- Cũng trong năm 2016, Yoojung và Doyeon cùng góp mặt trong Dramma cùng với tiền bối ASTRO trong Idol Fever của công ty chủ quản Fantagio gồm 10 tập đã hoàn thành.
- Trước khi Weki Meki ra mắt, thành viên Yejin rời khỏi dự án và được thay thế bởi Suyeon.

Vào ngày 6 tháng 7 năm 2017, Fantagio tiết lộ nhóm nhạc nữ mới của họ sẽ được gọi là Weki Meki.

### 2017-2018: Ra mắt vớiWEME, Lucky,vàKiss, Kicks
Vào ngày 23 tháng 7 năm 2017, Fantagio đã tung ra ảnh teaser cá nhân của các thành viên. Weki Meki đã phát hành mini-album WEME vào ngày 8 tháng 8 năm 2017 với bài hát chủ đề "I Don't Like Your Girlfriend" do thành viên Yoojung tham gia viết lời. Vào ngày 21 tháng 2 năm 2018, Weki Meki phát hành EP thứ hai có tựa đề Lucky. Album có tổng cộng sáu bài hát bao gồm đĩa đơn chính "La La La" và "Butterfly", bài sau là bản làm lại từ OST từ bộ phim  Take Off năm 2009 mà nhóm phát hành để ủng hộ Thế vận hội mùa đông 2018. Weki Meki phát hành single album đầu tiên Kiss, Kicks vào ngày 11 tháng 10 năm 2018. Album có tổng cộng ba bài hát bao gồm đĩa đơn chính "Crush" với các phần rap trong album do thành viên Yoojung viết.

### 2019:Lock End LOLvàWeek End LOL
Nhóm đã phát hành album đơn thứ hai Lock End LOL vào ngày 14 tháng 5 năm 2019, bao gồm cả đĩa đơn chính "Picky Picky".
Vào ngày 8 tháng 8 năm 2019, nhóm đã phát hành Week End LOL, một phiên bản album tái bản trước của họ, có đĩa đơn chính "Tiki-Taka (99%)" cùng với cả ba bài hát từ album trước.

### 2020: Tiếp tục đột phá vớiHide and SeekvàNew Rules
Vào ngày 6 tháng 2 năm 2020, Fantagio Music xác nhận rằng nhóm sẽ trở lại với album đĩa đơn kỹ thuật số Dazzle Dazzle vào ngày 20 tháng 2 năm 2020 và thành viên Yoojung sẽ tham gia sau thời gian gián đoạn từ tháng 10 năm 2019.
Vào ngày 29 tháng 5 năm 2020, Fantagio phát hành hình ảnh teaser cho EP thứ ba của nhóm, Hide and Seek, được phát hành vào ngày 18 tháng 6 năm 2020, album bao gồm năm bài hát, bao gồm ca khúc chủ đề "Oopsy" và đĩa đơn đã phát hành trước đó "Dazzle Dazzle".
Vào ngày 8 tháng 10 năm 2020, Weki Meki phát hành EP thứ tư, New Rules, gồm 5 bài hát, bao gồm ca khúc chủ đề "Cool" và phiên bản tiếng Anh "100 Facts", đây là bài hát đầu tiên của họ bằng tiếng Anh.
2021: Cuối năm 2021 comeback sau một giấc ngủ ngắn với I AM ME.
Vào ngày 18 tháng 11 năm 2021, Weki Meki chính thức trở lại sau hơn nửa năm chưa comback với album “I AM ME.” và MV “Siesta”.

## Thành viên
- Chú thích: In đậm là trưởng nhóm

| Nghệ danh    | Nghệ danh | Tên khai sinh | Tên khai sinh | Tên khai sinh | Tên khai sinh   | Vai trò                                | Ngày sinh         | Nơi sinh                      | Quốc tịch |
| Latinh       | Hangul    | Latinh        | Hangul        | Hanja         | Hán-Việt        | Vai trò                                | Ngày sinh         | Nơi sinh                      | Quốc tịch |
| Ji Suyeon    | 지수연    | Ji Suyeon     | 지수연        | 池秀娟        | Trì Tú Quyên    | Main Vocalist                          | 20 tháng 4, 1997  | Goyang, Gyeonggi-do, Hàn Quốc | Hàn Quốc  |
| Elly         | 엘리      | Jung Haerim   | 정해림        | 鄭海琳        | Trịnh Hải Lâm   | Lead Vocalist                          | 20 tháng 7, 1998  | Gunpo, Gyeonggi-do, Hàn Quốc  | Hàn Quốc  |
| Choi Yoojung | 최유정    | Choi Yoojung  | 최유정        | 磪有情        | Thôi Hữu Tình   | Main Rapper, Main Dancer, Sub Vocalist | 12 tháng 11, 1999 | Guri, Gyeonggi-do, Hàn Quốc   | Hàn Quốc  |
| Kim Doyeon   | 김도연    | Kim Doyeon    | 김도연        | 金度延        | Kim Độ Duyên    | Lead Vocalist                          | 4 tháng 12, 1999  | Wonju, Gangwon-do, Hàn Quốc   | Hàn Quốc  |
| Sei          | 세이      | Lee Seojung   | 이서정        | 李書靜        | Lý Thư Tĩnh     | Sub Vocalist                           | 7 tháng 1, 2000   | Ansan, Gyeonggi-do, Hàn Quốc  | Hàn Quốc  |
| Lua          | 루아      | Kim Sookyung  | 김수경        | 金秀經        | Kim Tú Kinh     | Lead Dancer, Sub Vocalist, Sub Rapper  | 6 tháng 10, 2000  | Songpa-gu, Seoul, Hàn Quốc    | Hàn Quốc  |
| Rina         | 리나      | Kang Soeun    | 강소은        | 姜昭恩        | Khương Chiêu Ân | Lead Dancer, Sub Vocalist              | 27 tháng 9, 2001  | Songpa-gu, Seoul, Hàn Quốc    | Hàn Quốc  |
| Lucy         | 루시      | Noh Hyojung   | 노효정        | 魯孝靜        | Lữ Hiếu Tĩnh    | Lead Rapper, Lead Dancer, Sub Vocalist | 31 tháng 8, 2002  | Goyang, Gyeonggi-do, Hàn Quốc | Hàn Quốc  |

## Video âm nhạc
| Năm  | Tên                          | Ngày phát hành       |
| 2017 | I don't like your Girlfriend | 8 tháng 8 năm 2017   |
| 2018 | La La La                     | 21 tháng 2 năm 2018  |
| 2018 | Crush                        | 11 tháng 10 năm 2018 |
| 2019 | Picky Picky                  | 14 tháng 5 năm 2019  |
| 2019 | Tiki-taka(99%)               | 13 tháng 8 năm 2019  |
| 2020 | Dazzle Dazzle                | 20 tháng 2 năm 2020  |
| 2020 | Oopsy                        | 18 tháng 6 năm 2020  |
| 2020 | Cool                         | 8 tháng 10 năm 2020  |
| 2021 | Siesta                       | 18 tháng 11 năm 2021 |

## Tạp chí
| Năm  | Tên          | Thành viên | Số phát hành |
| ---- | ------------ | ---------- | ------------ |
| 2018 | Allure Korea | Doyeon     | Tháng 8      |
| 2020 | Elle Korea   | Cả nhóm    | Tháng 4      |